# Referat 993
Referat 993/W kryptonim „Wapiennik” – referat w Wydziale Bezpieczeństwa i Kontrwywiadu w ramach Oddziału II Informacyjno-Wywiadowczego Komendy Głównej Armii Krajowej, a zarazem specjalny oddział bojowy pozostający w dyspozycji kontrwywiadu AK.
„Wapiennik” był swoistym „oddziałem szybkiego reagowania”, a jednym z głównych jego zadań była likwidacja osób skazanych wyrokami sądów podziemnych w okupowanej Polsce. Oddział powstał pod koniec 1941 roku i operował na terenie Warszawy. Pod koniec lipca 1944 został przekształcony w kompanię strzelecką, która walczyła następnie w powstaniu warszawskim w składzie batalionu „Pięść”.

## Struktura
Referaty kontrwywiadu AK były kodowane cyframi 99 stąd liczba 993 oznacza, iż był to trzeci tego typu referat. Referat 993 był ofensywnym, najbardziej rozbudowany ze wszystkich wydziałów kontrwywiadowczych i był prowadzony bezpośrednio przez zastępcę szefa kontrwywiadu „Józefa”. W jego skład wchodziły:
- Referat 993[1]
  - 993 I – Centralna sieć informacyjna oparta na zespole TAP (Tajna Armia Polska) zajmująca się katalogowaniem osób współpracujących z okupantem oraz kolaborantów nazistowskich.
  - 993 E
  - 993 W – litera „W” oznaczała „wykonawczy” i nawiązywała do wykonywania wyroków śmierci na konfidentach i zdrajcach. Kryptonim „Wapiennik” był natomiast nazwą oddziału bojowego działającego przy referacie.

## Geneza
Zanim osobne służby kontrwywiadowcze ZWZ rozpoczęły wykonywanie wyroków na zdrajcach, zadanie to spoczywało na barkach kontrwywiadu Okręgu ZWZ Warszawa-Miasto, w ramach którego powstała specjalna grupa likwidacyjna o nazwie „ZOM” – skrót od „Zakład Oczyszczania Miasta” (sarkastyczna nazwa nadana oddziałowi). Na czele „ZOM” stał kapitan Zbigniew Makusz Woronicz ps. „Grom”. Członkowie oddziału przebrani w niemieckie mundury przeprowadzali również akcje bojowe w instytucjach niemieckich.
Pierwsze wyroki śmierci wykonywane były już w 1939 roku, zanim utworzono Armię Krajową. Osoby uznane za zdrajców i konfidentów były likwidowane przez żołnierzy Służby Zwycięstwu Polski oraz Związku Walki Zbrojnej na podstawie wniosków komendantów okręgów. W 1940 roku w ramach ZWZ utworzono przy Komendzie Głównej służbę kontrwywiadu, która wówczas będąc w fazie organizacyjnej, korzystała w dalszym ciągu ze wsparcia żołnierzy okręgów tej organizacji. Wiosną 1941 roku kontrwywiad zreorganizowano i przekształcono w osobny pion w ramach Oddziału II Informacyjno-Wywiadowczego KG ZWZ. W ramach tego pionu powołano dziewięć referatów, zajmujących się różnymi aspektami służby kontrwywiadowczej: monitorowaniem aktywności obcych wywiadów działających w okupowanej Polsce, działalnością komunistów itp.
Jednym z referatów służby kontrwywiadowczej Oddziału II ZWZ/AK był Referat 993/W. Jego zadaniem była ochrona Komendy Głównej ZWZ/AK oraz eliminacja zdrajców skazanych przez polskie sądy podziemne. Pod koniec 1941 roku kontrwywiad ZWZ powołał przy tym referacie specjalny oddział bojowy, któremu nadano kryptonim „Wapiennik”. Miał to być swego rodzaju „oddział szybkiego reagowania”, uczestniczący w akcjach niecierpiących zwłoki ze względu na nagłe zagrożenie strony wroga (osłona spotkania, ewakuacja zagrożonego lokalu, likwidacja niemieckiego agenta, który tylko na krótko przybył do Warszawy itp.). Dotychczas przy tego typu akcjach angażowano zebranych ad hoc żołnierzy Okręgu Warszawskiego ZWZ, co zwiększało zagrożenie dekonspiracją. Utworzenie „Wapiennika” pozwoliło więc ograniczyć krąg wtajemniczonych. Zadaniem oddziału pozostawało przede wszystkim przeprowadzanie akcji zbrojnych, których wymagały potrzeby ochrony KG ZWZ oraz wykonywanie akcji specjalnych na zlecenie Oddziału II KG ZWZ. Na czele zespołu stanął porucznik Leszek Kowalewski ps. „Leszek”, „Twardy” (dotychczas zastępca dowódcy grupy likwidacyjnej „ZOM”). Drugim żołnierzem „Wapiennika”, a zarazem zastępcą jego dowódcy, został podchorąży Tadeusz Towarnicki ps. „De Vran”/„Naprawa”. Aż do jesieni 1942 w skład „Wapiennika” wchodziło tylko tych dwóch żołnierzy. Referat 993/W podlegał bezpośrednio majorowi Stefanowi Rysiowi ps. „Józef”/„Fischer” – zastępcy szefa kontrwywiadu ZWZ.

## Rozbudowa oddziału
W październiku 1942 „De Vran” wprowadził do oddziału pięciu nowych żołnierzy – swoich kolegów z pułku ZWZ „Madagaskar-Garłuch”. W ten sposób powstał pierwszy patrol „Wapiennika”, tzw. patrol „Gila” lub „Ptaszki”. Kryptonim patrolu pochodził od pseudonimu jego dowódcy – Ryszarda Duplickiego ps. „Gil”. W jego skład wchodzili również Lucjan Wiśniewski „Sęp”, Zygmunt Szadokierski „Puchacz”, Stanisław Salach „Kobuz” oraz Jerzy Pajdziński „Jur I”. Patrol „Ptaszków” dotrwał w niezmienionym składzie do 1 sierpnia 1944, biorąc udział w większości akcji bojowych oddziału.
Jesienią 1942 także „Twardy” wprowadził od oddziału kilku nowych żołnierzy, z których w późniejszym czasie utworzono tzw. patrol „Szlaka”. W jego składzie znaleźli się: Bolesław Bąk „Szlak”, podchorąży Jan Kowalczyk „Kieł”, Józef Fabisiak „Bokser”, Kazimierz Markiewicz „Cug”, sierżant Czesław Teofilak „Zadra”, Hipolit Bąk „Sosna”, Stanisław Bąk „Burza” oraz Leon Bąk „Doktur”.
Pierwsza połowa 1943 roku to okres licznych akcji bojowych 993/W, a także jego rozbudowy. W marcu 1943 oddział liczył już ok. 30 żołnierzy, podzielonych na kilka patroli zwanych „piątkami”. W skład każdej piątki wchodziło kilku mężczyzn-bojowców oraz kobieta-łączniczka. Na czele patroli stali zazwyczaj podoficerowie lub podchorążowie. W owym czasie byli to:
- porucznik Janusz NN. ps. „Ryś”;
- Kazimierz Markiewicz ps. „Cug”;
- sierżant Czesław Teofilak ps. „Zadra” (dowodził patrolem utworzonym na początku 1943 roku, w którego skład weszło sześciu żołnierzy oddelegowanych z pułku AK „Baszta”);
- podchorąży Tadeusz Towarnicki „De Vran”/„Naprawa” i Ryszard Duplicki „Gil” (kolejno dowodzili oni patrolem „Ptaszków”)[7].

„Wapiennik” był blisko powiązany z inną jednostką specjalną o podobnych zadaniach – tj. komórką likwidacyjną Oddziału II komendy Obszaru Warszawskiego AK. Prawdopodobnie przez pewien czas porucznik „Twardy” dowodził obydwoma oddziałami. Ponadto od wiosny 1943 „Twardy” ściśle współpracował z porucznikiem Stefanem Matuszczykiem ps. „Porawa” – dowódcą plutonu „214” w Obwodzie AK „Żoliborz”, a zarazem kierownikiem kursu Szkoły Podchorążych tego obwodu.
19 lipca 1943 porucznik Leszek Kowalewski „Twardy” został aresztowany przez Niemców w trakcie próby wydobycia broni ukrytej w 1939. Na wniosek dowódcy kontrwywiadu KG AK dowództwo nad oddziałem 993/W objął wówczas porucznik „Porawa”. Odchodząc z Żoliborza zabrał ze sobą – za zgodą dowódcy obwodu – 17 podoficerów i żołnierzy (członków plutonu „214” oraz swych wychowanków z żoliborskiej podchorążówki). Napływ nowych żołnierzy wymusił reorganizację oddziału. Zreorganizowano oddziałową łączność, a także system szkolenia na kursach podchorążych i w szkole podoficerskiej. Założono dobrze zakonspirowane magazyny broni (odpowiadał za nią podchorąży Andrzej Zawadzki „Andrzejewski”). Oddział rozpoczął także współpracę z grupą granatowych policjantów, których nadzorował podchorąży Janusz Radke „Gozdawa”. W tym czasie „Wapiennik” posiadał już własną służbę sanitarną. Tworzyło ją dwóch stałych lekarzy: kapitan Wacław Jastrzębski „Bujny” i podporucznik Stanisław Trawiński „Willi”, a także dwóch lekarzy współpracujących – Roman Borkowski i Józef Kubiak.
Jesienią 1943 oddział liczył już 87 żołnierzy, podzielonych na dwa plutony. Wyraźnie rzucało się w oczy ich zróżnicowanie środowiskowe. W skład dawnego oddziału „Twardego” wchodzili bowiem doświadczeni żołnierze podziemia, będący w sile wieku i wywodzący się zazwyczaj ze środowisk robotniczych i rzemieślniczych. Z kolei żołnierze, którzy dołączyli do 993/W wraz z „Porawą” byli zazwyczaj młodymi robotnikami z Powązek, Młocin, Marymontu lub Wawrzyszewa. Znalazła się także wśród nich liczna grupa maturzystów i młodzieży szkolnej. Ponadto w styczniu 1944 do oddziału doszlusowała nowa i stosunkowo liczna grupa żołnierzy (30 osób), wywodzących się z plutonu dywersyjnego Obwodu AK „Praga” (DB „22”). W efekcie 993/W został przekształcony w ok. 120-osobową kompanię. W jej skład weszły trzy plutony:
- 1. pluton pod dowództwem porucznika „Rysia” (pięć patroli);
- 2. pluton pod dowództwem podporucznika „Naprawy” (pięć patroli);
- 3. pluton pod dowództwem porucznika Józefa Budzyńskiego ps. „Prawy”[11].

Jednocześnie ponownie zreorganizowano łączność oddziału, która od tego momentu funkcjonowała jedynie poprzez „skrzynki kontaktowe” i wyznaczone łączniczki – a więc z pełnym zachowaniem zasad konspiracji. Utworzono także osobny zespół rozpoznawczy pod dowództwem podchorążego Jerzego Zbrożka ps. „Bomir” (zastąpionego później przez kapitana Felicjana Zawadzkiego ps. „Fez”). Dzięki temu dokonano, pożądanego z punktu widzenia zasad walki konspiracyjnej, podziału na żołnierzy zajmujących się wyłącznie rozpoznaniem oraz żołnierzy uczestniczących wyłącznie w akcjach bojowych.

## Akcje bojowe
W ciągu trzech lat swego istnienia „Wapiennik” wykonał około 70 akcji bojowych na terenie Warszawy (dziesięć innych nie wyszło z fazy planowania). W wyniku działalności referatu wykonawczego 993 zginęło około 70 Niemców oraz kolaborantów niemieckich. 60 osób zlikwidowanych przez 993/W zostało skazanych przez polskie sądy podziemne. Kolejnych dziesięciu było nieprzyjacielskimi funkcjonariuszami, którzy włączyli się do walki w trakcie akcji. Zadania bojowe realizowane były w ramach szerszych akcji likwidacyjnych zarządzonych przez KG AK: akcji „Topiel”, akcji „Główki” oraz akcji „Kośba”. Najbardziej znanymi akcjami „Wapiennika” były:
- Likwidacja „Nadwywiadu Rządu Londyńskiego” (lato 1942) – na początku 1942 roku niemiecki wywiad wojskowy (Abwehra) zorganizował prowokację, w ramach której korzystając z pomocy polskich kolaborantów powołał do życia fałszywą organizację konspiracyjną (posługującą się nazwą „Nadwywiad Rządu Londyńskiego”), której zadaniem była infiltracja Polskiego Państwa Podziemnego. Po rozszyfrowaniu prowokacji przez kontrwywiad AK oddziałowi 993/W powierzono zadanie zlikwidowania konfidentów. 1 sierpnia 1942 żołnierze „Wapiennika” zastrzelili na Tamce szefa „Nadwywiadu” – Józefa Hammer-Baczewskiego (vel Henryk Szweycer). Z kolei 13 września 1942 żołnierze 993/W przeprowadzili akcję bojową w lokalu przy ul. Marszałkowskiej 81, gdzie zlikwidowali Edwarda Zajączkowskiego (następcę Hammer-Baczewskiego) oraz jego współpracownika, Stanisława Szczepańskiego. Efektem obu tych akcji było faktyczne rozbicie „Nadwywiadu Rządu Londyńskiego”;
- Akcja „Europejska” (30 marca 1943) – akcję przeprowadzono w kawiarni „Europejska” na rogu ulic Wilczej i Marszałkowskiej. Zlikwidowano wówczas dwóch oficerów krakowskiego Gestapo, którzy przybyli do Warszawy na spotkanie z podporucznikiem AK, Janem Poznańskim, którego niesłusznie posądzali o przejście na niemiecką stronę[e];
- Akcja „Durrfeld” (25 czerwca 1943) – zamach na Ernsta Dürrfelda, niemieckiego komisarza warszawskich przedsiębiorstw miejskich. Akcja zakończyła się zranieniem Dürffelda oraz zabiciem jego polskiego współpracownika, Śliwińskiego (niebezpiecznego konfidenta i szmalcownika). W trakcie akcji rany odniosło dwóch żołnierzy „Wapiennika”;
- Akcja „Za Kotarą” (8 października 1943 roku) – akcję przeprowadzono w „Barze za kotarą” przy ul. Mazowieckiej, a jej celem była likwidacja właściciela lokalu, Józefa Staszauera (oficera Oddziału V KG AK, a zarazem groźnego konfidenta Gestapo). W trakcie akcji żołnierze 993/W wdali się w strzelaninę z grupą agentów Gestapo, którzy prawdopodobnie w tym samym czasie odbywali spotkanie w „Barze za kotarą”. Mimo niesprzyjających warunków polscy żołnierze bez strat własnych zlikwidowali Staszauera wraz jego żoną i szwagrem (nie ma dowodów na to, że rodzina Staszauera również współpracowała z Niemcami), jak również zabili siedmiu Niemców oraz ich konfidentów (w strzelaninie zginęły także cztery przypadkowe osoby);
- Akcja „Leitgeber” (21 lutego 1944) – zamach na Wilhelma Leitgebera, podoficera Sicherheitspolizei odkomenderowanego do I komisariatu niemieckiej policji kryminalnej w Warszawie (Kriminalpolizei). Leitgeber wyszedł cało z zamachu. Cztery miesiące później został zastrzelony przez żołnierzy Kedywu Okręgu Warszawskiego AK.
- Akcja „Komitet Ukraiński” (31 marca 1944) – akcja była wymierzona w członków kolaborującego z Niemcami tzw. „Komitetu Ukraińskiego”. Szef komitetu, Mychajło Pohotowko, został zastrzelony przez żołnierzy 993/W we własnym gabinecie. Zabito także jego zastępcę oraz kilku wartowników. Akcję wykonano bez strat własnych.

## Powstanie warszawskie

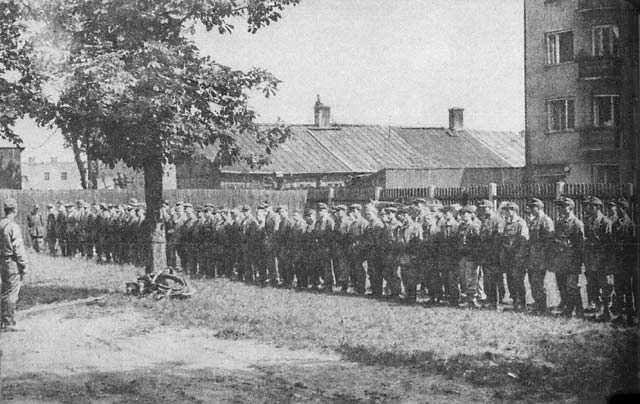
Zbiórka kompanii „Zemsta” na Woli. Na pierwszym planie por. „Porawa”

W połowie maja 1944 dowództwo AK poleciło przekształcić oddział 993/W w normalną kompanię strzelecką. Było to związane z przygotowaniami do akcji „Burza”, a co za tym idzie – koniecznością przystosowania jednostki do zupełnie nowego rodzaju walki. Dokonano ponownej reorganizacji oddziału, m.in. przekształcając dotychczasowe sekcje w drużyny strzeleckie. Przeprowadzono także wymianę dowódców pododdziałów. Kompania uzyskała wówczas następującą strukturę:
- 1. pluton (dawny trzeci) pod dowództwem porucznika „Prawego” (pełniącego równocześnie funkcję zastępcy dowódcy kompanii);
- 2. pluton pod dowództwem podporucznika „Naprawy”;
- 3. pluton (dawny pierwszy) pod dowództwem podchorążego Andrzeja Zawadzkiego ps. „Andrzejewski”[14].

Pod koniec lipca 1944 kompania została wcielona do nowo powstałego batalionu AK „Pięść” (dowódca: major Alfons Kotowski ps. „Okoń”), w składzie którego walczyła następnie w powstaniu warszawskim. Ze względu na swą liczebność i doświadczenie dawny oddział 993/W stanowił odtąd główną siłę uderzeniową „Pięści”. Kompania przystąpiła do powstania w składzie 150 żołnierzy. Po śmierci podporucznika „Naprawy” (poległ 1 sierpnia 1944 na Woli) jej nazwę zmieniono na „Zemsta”.
Kompania „Zemsta” przeszła wraz z batalionem „Pięść” cały szlak bojowy Zgrupowania „Radosław”. Wraz z resztą batalionu poniosła bardzo poważne straty podczas walk na Woli. Po przejściu na Stare Miasto wykrwawiony batalion „Pięść” został rozwiązany, a jego żołnierzy wcielono do batalionu „Czata 49”. W jego szeregach walczyli oni następnie na Starówce, Czerniakowie i Mokotowie.